# کوردووا (آلاباما)
کوردووا (به انگلیسی: Cordova) شهری در شهرستان واکر ایالت آلاباما است که مساحت آن ۱۵٫۳۸ کیلومتر مربع است و در سرشماری سال ۲۰۱۰ میلادی، ۲٬۰۹۵ نفر جمعیت داشته و تراکم جمعیتی آن، ۱۳۶٫۲۲ نفر در هر کیلومتر مربع بوده است.